# Toboggan

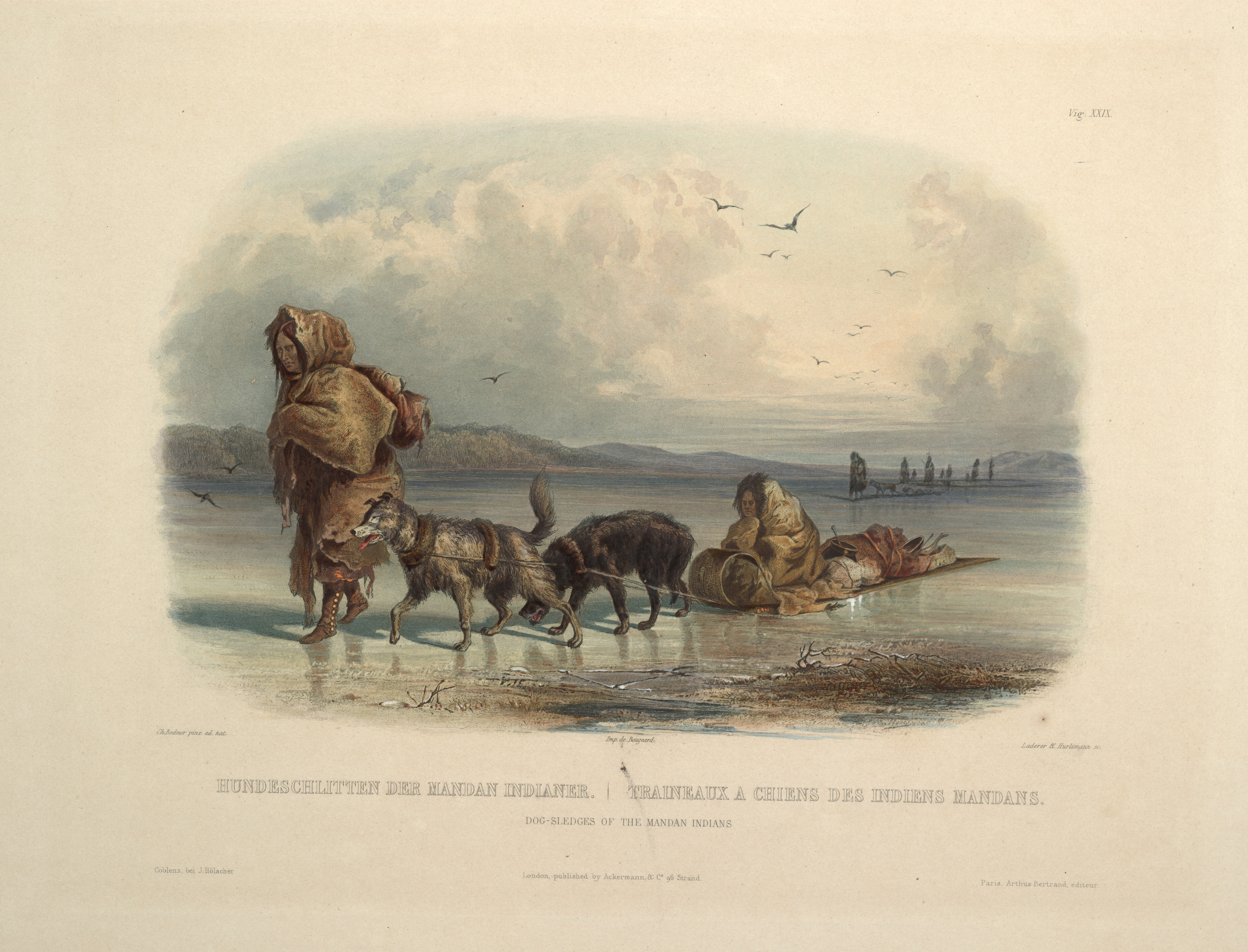
Mandansk toboggan (1840-talet).

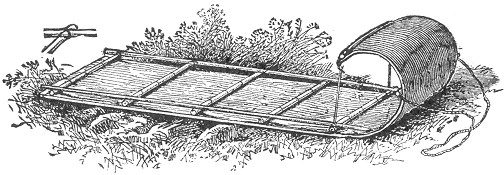
Toboggans utseende

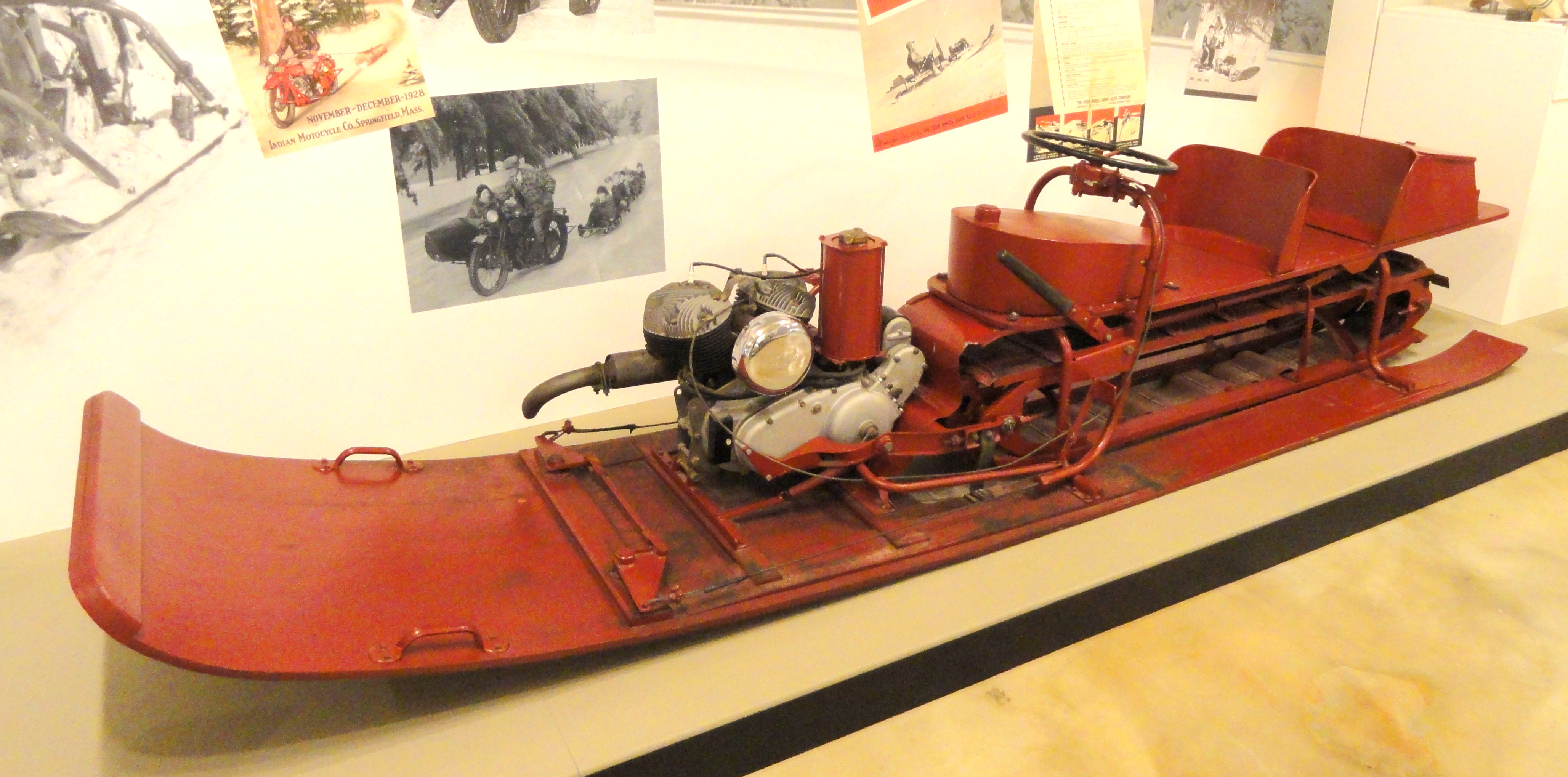
Motortoboggan från 1941.

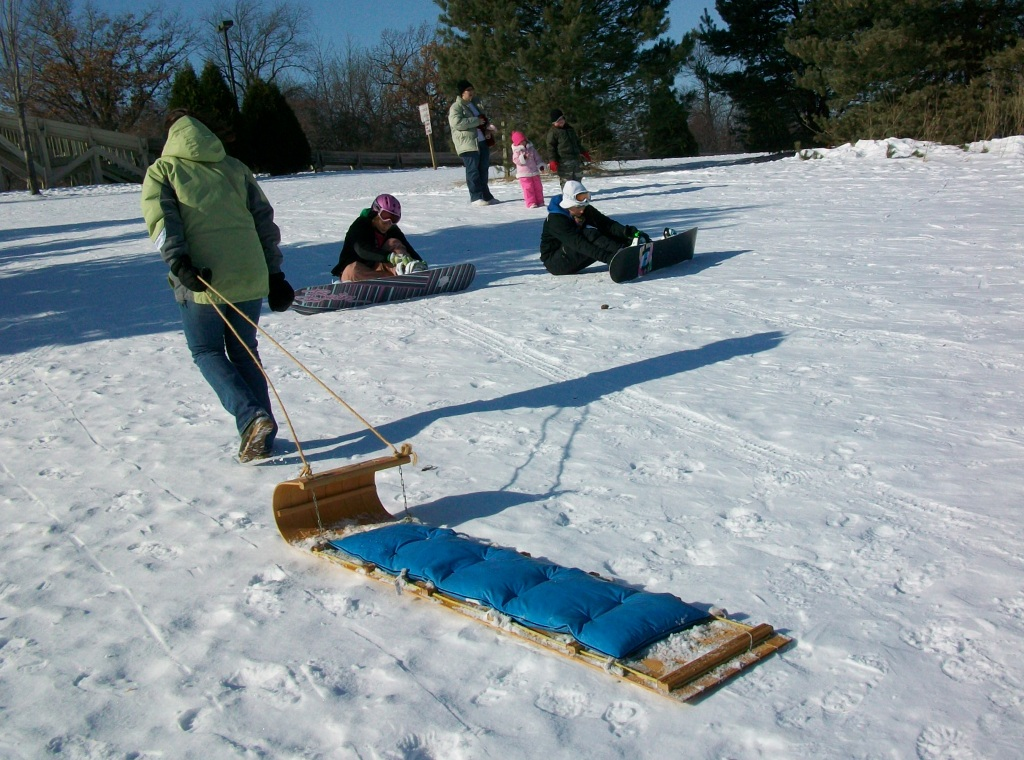
Modern användning av toboggan som lekredskap.

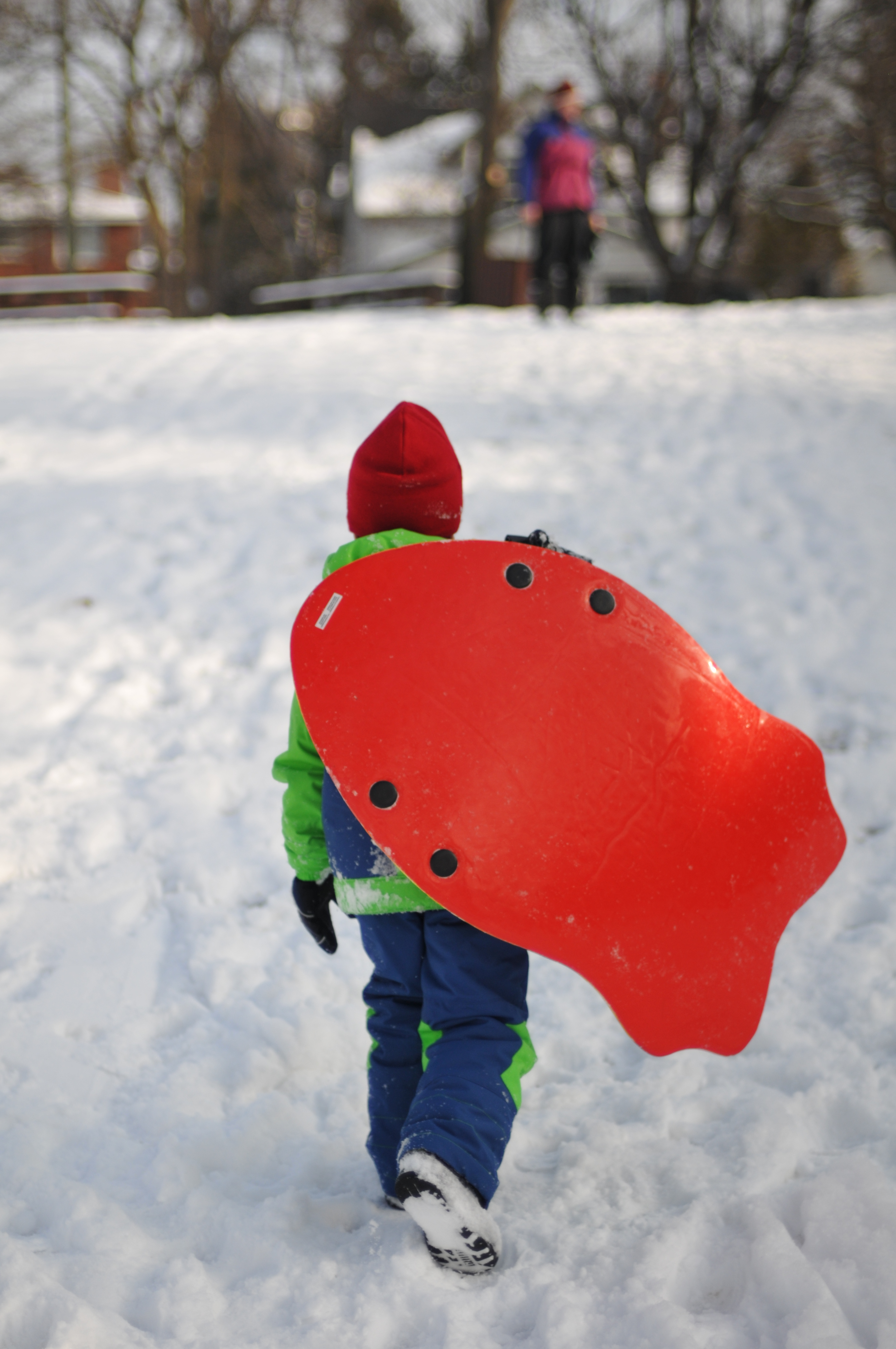
Denna sorts lekredskap kallas också toboggan i Nordamerika.

Toboggan är en öppen släde eller pulka för transporter vintertid med hund eller människa som dragare, ursprungligen använd av Nordamerikas ursprungsbefolkning.

## Beskrivning
En toboggan består av en platt botten gjord av parallella slanor, med uppböjd för. Den är lika bred i fören som i aktern.

## Modern betydelse
Idag[när?] används ordet oftast för ett lekredskap på snö, antingen av samma utseende som den ursprungliga eller som benämning på vad som i Sverige kallas en pulka. Motortobbogan kallades en föregångare till snöscootern.

## Termens etymologi
Ordet toboggan kommer från den kanadensiska franskans tabagane. Franskan har i sin tur lånat ordet från algonkinspråken.